# Torrota de la Roca
El Castell de la Roca, Torrota de la Roca o Torreta de Lacera és un castell d'estil romànic situat al sud del terme de Sant Llorenç Savall, al Vallès Occidental. Les restes d'aquest castell es troben a prop del mas de la Roca. És un monument declarat Bé Cultural d'Interès Nacional i Bé d'Interès Cultural en l'Inventari del Patrimoni Arquitectònic de Catalunya.

## Descripció
Es conserva una construcció de planta quadrada d'11,5 metres per costat. L'únic mur que conserva una alçada considerable és l'orientat al nord-est i té uns 3 metres d'alçada. El parament és de pedres de diverses mides, escapçades, i còdols grossos tallats.
Uns metres cap a l'est es troba un torre pertanyent al mateix conjunt. Només es conserven 50 cm d'aquesta possible torre de senyals o de guaita. Fa 2 metres de diàmetre. En un dels extrems hi ha l'arrencada d'un angle recte, possiblement d'una habitació annexa.

## Història
Degut a la privilegiada situació tenia unes excel·lents vistes de la vall d'Horta i del Ripoll. Tal com ha passat en altres edificacions medievals en desús, els seus carreus foren utilitzats per a la construcció de nous masos o arranjament de terrasses pel cultiu. La torre ja apareix documentada l'any 1087, i formava part del complex defensiu del castell de Pera, ja que aquest últim, un dels castells amb més poder de la zona, no tenia visibilitat vers les valls d'Horta i Ripoll.